# Martine Campi
Pour les articles homonymes, voir Campi (homonymie).
Martine Campi (née le 24 août 1962 à Mirande) est une ancienne joueuse française de basket-ball.
Ancienne joueuse de l’équipe de France, elle fait partie du comité d’honneur de l’académie du basket-ball français, aux côtés notamment de Jacky Chazalon.

## Biographie
Elle dispute sa première rencontre sous le maillot de l'équipe de France le 1er mai 1981 à Szekesfehervar face à la Hongrie. Elle dispute 193 rencontres avec les Bleues, pour un total de 1 211 points, soit une moyenne de 6,3 points par rencontre. Elle réalise son meilleur total de point, 25, lors d'une victoire 75 à 69 face à l'Espagne en 1982. Elle dispute son dernier match avec la sélection nationale le 26 juin 1993 à Lattes contre la Grèce.
En octobre 2007, elle est honorée par l’Amicale des Internationaux de Basket lors de l'open de la ligue 2007 en compagnie de Paoline Ekambi-Kingué., avec laquelle est a obtenu la médaille d’argent au championnat d'Europe 1993 en Italie après une défaite 63 à 53 face à l'Espagne.
Lors de cette compétition, elle inscrit un total de six points en six rencontres. Avant sa carrière dans l'équipe de France A, elle porte le maillot de l'équipe de France junior qui remporte la médaille d'argent à l'Euro juniors de 1981.

## Club
- ? à 1995 : CJM Bourges Basket
- ? à ? : BAC Mirande

## Palmarès
En Club
- Championne de France : 1995
- Vainqueur de la Coupe Ronchetti : 1995

En Sélection